# Іннокентій (Новгородов)
Архімандрит Іннокентій (в миру Іван Матвійович Новгородов; 1823, Воронезька губернія — 20 травня 1868) — український релігійний діяч московитського походження. Єпископ ВПСРІ.

## Біографія
Народився в 1823 році в сім'ї священика Воронезької єпархії.
У 1847 році закінчив Воронезьку семінарію.
У 1851 році закінчив Київську духовну академію.
У травні 1851 пострижений у чернецтво і був учителем в Катеринославськійх, а потім інспектором в Саратовській семінарії. 
З 1854 був інспектором, а потім і ректором Казанської семінарії.
У 1864 році призначений ректором Казанської духовної академії.
Помер 20 травня 1868 від сухот.

## Твори
«Богослов'я викривальне» в 4-х томах (Казань, 1859–1864);
«Про перепровадженні поста за статутом православної церкви»
«Пам'ятні записки Вікентія Лірінскій» (переклад)
«Ермий філософ» (Казань, 1861);
«Святий апостол Павло в Афінах» (1861).
У «Православному Співрозмовникові» він надрукував: «Про жіночому священнодействованія (проти розкольників)»; «До спостерігає за сучасність»; «Розбір вчення необхідність таїнства хрещення»; «Про спроби XVIII—XIX століть постачити розкольників єпископом»; «Про походження ієрархії новозавітної церкви» та ін.; також надрукував кілька проповідей і зробив кілька перекладів і видань пам'яток церковної літератури.